# Не съм добре
„Не съм добре“ (на английски: Not Okay) е американска сатирична трагикомедия от 2022 г. на режисьора Куин Шепърд. Във филма участват Зоуи Дойч, Мия Айзък, Надя Александър, Ембет Дейвиц, Каран Сони и Дилън О'Брайън. Премиерата му е на 29 юли 2022 г. от „Сърчлайт Пикчърс“ чрез стрийминг платформата Хулу.

## Актьорски състав
- Зоуи Дойч – Дани Сандърс
- Мия Айзък – Роуън Алдрен
- Дилън О'Брайън – Колин
- Надя Александър – Харпър
- Тия Дион Ходж – Линда Алдрен
- Неджин Фарсад – Сюзън
- Бренън Браун – Харолд Сандърс
- Каран Сони – Келвин
- Даш Пери – Ларсън
- Кърк Уайт – Чарлс
- Сара Яркин – Джули
- Джули Мърни – Алис
- Каролин Калоуей – Себе си
- Куин Шепърд – Себе си
- Роко Боти – Тод/Арън
- Шон Чатфийлд – Тод/Арън

## Снимачен процес
Снимките се провеждат в Ню Йорк Сити през юли 2021 г. и приключват на 12 септември 2021 г.

## Премиера
Филмът излиза на 29 юли 2022 г. в САЩ от стрийминг платформата Hulu, Дисни+ в световен мащаб, и Star в Латинска Америка. Оригинално е насрочен да излезе на 5 август 2022 г., преди да се премести за една седмица.